# Lynn Shelton
Lynn Shelton, född 27 augusti 1965 i Oberlin, Ohio, död 16 maj 2020 i Los Angeles, var en amerikansk filmskapare. Hon verkade som regissör, manusförfattare, filmproducent, filmklippare och skådespelare.
Shelton växte upp i Seattle.
Shelton skrev och regisserade bland annat långfilmerna Humpday (2009) och Your Sister's Sister (2012). Humday prisades med "Special Jury Prize" på Sundance Film Festival 2009. 2012 gjordes det en fransk remake av Humpday, kallad Do Not Distrub, i regi av Yvan Attal. Shelton regisserade även avsnitt av Mad Men (2010) och New Girl (2012).
Shelton avled 16 maj 2020, 54 år gammal, av en blodsjukdom.